# IEC 61850
IEC 61850은 국제전기전자표준위원회(IEC)에서 제공하는 전 세계적으로 인정받는 표준 전송 프로토콜로서, 중간 전압 디바이스와 고전압 전기 스위치 장치 간 통신을 위해 일반적으로 적용되는 규정을 제공하고 필수 시스템 요구사항을 정의한다.
IEC 61850은 변전소 자동화를 위한 표준으로서 2004년에 출시된 이래로 빠르게 진화했다. 변전소뿐만 아니라 유틸리티 전반으로 범위가 확장되면서 IEC 61850 Edition 2로 개정되었다.[2] Edition 2에 도입된 모든 데이터 유형 및 기능적 제약이 아날로그 값에 대한 명령과 함께 지원한다.